# Justicia arbuscula
Justicia arbuscula är en akantusväxtart som beskrevs av Raymond Benoist. Justicia arbuscula ingår i släktet Justicia och familjen akantusväxter. Inga underarter finns listade i Catalogue of Life.